# جون كونولي (موسيقي)
جون كونولي (بالإنجليزية: John Connolly)‏ هو موسيقي أمريكي، ولد في 21 أكتوبر 1968 في نيوجيرسي في الولايات المتحدة.

## وصلات خارجية
- جون كونولي على موقع IMDb (الإنجليزية)
- جون كونولي على موقع ميوزك برينز (الإنجليزية)
- جون كونولي على موقع ديسكوغز (الإنجليزية)